# Pericallia serena
Pericallia serena är en fjärilsart som beskrevs av O. Schultz 1905. Pericallia serena ingår i släktet Pericallia och familjen björnspinnare. Inga underarter finns listade i Catalogue of Life.